# Anolis maynardi
Anolis maynardi este o specie de șopârle din genul Anolis, familia Polychrotidae, descrisă de Garman 1888. Conform Catalogue of Life specia Anolis maynardi nu are subspecii cunoscute.